# 多里斯-迪坎普斯
多里斯-迪坎普斯是巴西米纳斯吉拉斯州的一个市镇。总面积127.3平方公里，总人口9276人，人口密度72.9人/平方公里。